# Puyo Puyo Fever 2
Puyo Puyo Fever 2 (яп. ぷよぷよフィーバーチュー! Пуё Пуё Фива Тю!) — это игра-головоломка, разработанная Sonic Team. Это продолжение популярной игры Puyo Pop Fever. Был выпущен 24 ноября 2005 года на игровые консоли PlayStation 2 и PlayStation Portable в через месяц на Nintendo DS.

## Игровой процесс
В отличие от «Puyo Pop Fever», в котором используется простое меню, «Puyo Puyo Fever 2» использует систему карт, позволяющую игроку перемещаться по меню игры. Система карт также повторно используется в девяти курсах, чтобы показать предполагаемый путь персонажа игрока. Несколько зданий доступны вокруг области карты, известной как Примп Таун, который был урегулированием предыдущей игры. Эти здания включают в себя башню для бесконечных режимов, магазин для покупки предметов, ратушу для изменения параметров и сохранения, музей для просмотра разблокированных носителей и игровую площадку для многопользовательских игр. Вы также можете изучить эти области и поговорить с соответствующими персонажами, где они могут раздавать предметы. Элементы могут быть использованы в каждом курсе.
В игре девять курсов, в три раза больше, чем в предыдущем названии. Курсы в игре работают почти так же, как и в предыдущей игре, с добавлением вышеупомянутого экрана карты, чтобы показать маршрут игрока до сих пор. Каждая часть истории включает в себя часть диалога, за которой следует битва пуйо, за исключением конечной последовательности каждого курса. Механика игрового процесса остается в основном неизменной; однако вышеупомянутая система предметов позволяет игроку выполнять различные функции. Обычные предметы можно обменять на очки в магазине Oshare Bones.
Игра также включает в себя систему сохранения, которая на сегодняшний день не используется ни в одной другой игре. Он позволяет три одновременных сохранения файлов и позволяет игрокам сохранять в начале любой битвы Puyo в режиме истории, так что игрок не должен закончить весь курс сразу, но может остановиться на полпути.

### Мульти-плеер
Как и в любой игре Puyo Puyo, эта игра допускает многопользовательскую игру и может поддерживать от 2 до 8 игроков в DS-версии игры; другие версии могут поддерживать только до 4 игроков. В этом режиме игроки могут играть за любого доступного персонажа.

### Бесконечные режимы
В игре пять бесконечных режимов. Три из бесконечных режимов ранее были доступны в «Puyo Pop Fever»: «Бесконечная лихорадка», «Бесконечная задача» и «Бесконечный оригинал». Также представлены два новых бесконечных режима: Бесконечная битва и Бесконечная Чу Паника. Последний является единственным режимом, в котором появляются Чу Пуйо; Чу Пуйо выполняет ту же функцию, что и обычный пуджо оджама (мусор, неприятность), так как они занимают место в темнице игрока и не могут быть очищены, если рядом с ними не очищены обычные пуйо. Чу Пуйо в форме сердца и розового цвета; chu — это японский onomatopoeia для kissing.